# Równina Muszy i Niemenka
Równina Muszy i Niemenka (lit. Mūšos–Nemunėlio žemuma) – równina w północnej części Litwy, część Niziny Środkowolitewskiej, obejmująca dorzecza Muszy, niewielkich dopływów Lelupy oraz Niemenka. Rozciąga się równoleżnikowo i zajmuje powierzchnię ok. 5000 km². W okolicach Poswola wznosi się na ok. 40 m n.p.m. i wypiętrza się w kierunku obrzeży, gdzie jej wysokość sięga ok. 100 m n.p.m. Płaska powierzchnia równiny urozmaicona jest w części wschodniej szeregiem niskich, sięgających do 1-2 m, wydłużonych grzbietów. Równina ograniczona jest od północnego zachodu pasmem morenowych wniesień (Linkuvos kalvagūbris), a z pozostałych stron działami wodnymi Niemenka i Świętej, Ławeny i Niewiaży oraz Muszy i Windawy. Pod względem geologicznym stanowi wysoczyznę ukształtowaną w dewonie, a następnie mocno wyniesioną w czasie plejstoceńskiego zlodowacenia i przykrytą osadami glacigenicznymi o miąższości kilku metrów. W centralnej części równiny występują iły warwowe, natomiast na obrzeżach – utwory moreny dennej. W północno-wschodniej części rozwinięta jest rzeźba krasowa. Na równinie wykształciły się żyzne gleby brunatne, płowe oraz gleby inicjalne.